# Campionato di calcio della Repubblica Socialista Sovietica d'Estonia 1963
Il Campionato di calcio della Repubblica Socialista Sovietica d'Estonia 1963 era la massima divisione del campionato estone ed era un campionato regionale sovietico. La vittoria finale andò al Tempo Tallinn che vinse il primo titolo della sua storia.

## Formula
Era formato da nove squadre: ogni formazione si incontrava le altre in gironi di andata e ritorno, per un totale di 16 incontri. Erano previsti due punti per la vittoria e uno per il pareggio. 

## Classifica finale
|   | Classifica finale  | G  | V  | N | P  | GF | GS | Dif | Pt |
| - | ------------------ | -- | -- | - | -- | -- | -- | --- | -- |
| 1 | Tempo Tallinn      | 16 | 12 | 2 | 2  | 39 | 10 | +29 | 24 |
| 2 | BLTSK              | 16 | 10 | 2 | 4  | 45 | 19 | +26 | 22 |
| 3 | Kalev Aseri        | 16 | 9  | 3 | 4  | 24 | 19 | +5  | 21 |
| 4 | Norma Tallinn      | 16 | 8  | 3 | 5  | 28 | 16 | +12 | 19 |
| 5 | Kreenholm Narva    | 16 | 6  | 2 | 8  | 28 | 31 | -3  | 14 |
| 6 | Kalev Kohtla-Järve | 16 | 6  | 2 | 8  | 23 | 33 | -10 | 14 |
| 7 | Kalev Pärnu        | 16 | 4  | 3 | 9  | 23 | 39 | -16 | 11 |
| 8 | EAT Tallinn        | 16 | 4  | 2 | 10 | 24 | 51 | -27 | 10 |
| 9 | Kombinaat Kivioli  | 16 | 3  | 1 | 12 | 21 | 37 | -16 | 7  |

G = Partite giocate; V = Vittorie; N = Nulle/Pareggi; P = Perse; GF = Goal fatti; GS = Goal subiti; Dif = differenza reti; 